# Кунингакюла
Ку́нингакю́ла (эст. Kuningaküla), ранее Князь-Село, также Князь-село (эст. Knjasselo) —  деревня в волости Алутагузе уезда Ида-Вирумаа, Эстония.
До административной реформы местных самоуправлений Эстонии 2017 года входила в состав волости Иллука.
Климат умеренный. Официальный язык — эстонский. Почтовый индекс — 41012.

## География и описание
Расположена на северо-востоке Эстонии, на левом берегу реки Нарвы у российско-эстонской границы. Расстояние до волостного центра — посёлка Ийзаку — 28 км, до уездного центра — города Йыхви — 34 км. Высота над уровнем моря — 46 метров.

## Население
По данным переписи населения 2011 года в Кунингакюла проживали 22 человека, из них 3 (13,6 %) — эстонцы.
По данным переписи населения 2021 года, в деревне насчитывалось 26 жителей, из них 3 (11,5 %) — эстонцы.
Численность населения деревни Кунингакюла по данным переписей населения:
| Год     | 1950 | 1959 | 1979 | 1989 | 2000 | 2011 | 2021 |
| ------- | ---- | ---- | ---- | ---- | ---- | ---- | ---- |
| Человек | 82   | ↘ 40 | ↗ 41 | ↘ 21 | ↗ 31 | ↘ 22 | ↗ 26 |

## История
В письменных источниках 1583 года упоминается Kunnungekyll (деревня), 1615 года — Konnungaby, ~ 1620 года — Konnia by (деревня), 1726 года — Kurinkülla, 1796 года — Kunnikül oder Knäszelo.
До Северной войны в деревне было 15 хозяйств. Мужчины деревни были известны как опытные сплавщики и перевозчики товаров. В середине XVIII века рядом с деревне на берегу реки Нарвы работала одна из старейших в Эстляндии стеклодувных мастерских. Возле неё было основано поселение, по всей видимости, городского типа, которое позже дало название деревне (местечку) Городенка. Мастерскую закрыли в 1768 году, а стеклодувы уехали на фабрики центральной Эстонии. В 1858 году в Кунингакюла проживали 166 человек.
В районе деревни находится курганный могильник, самые ранние захоронения в котором датированы XI веком.
У северной границы Кунингакюла ранее находилась деревня Ууснова (в 1796 году упоминается как Ustna oder Wallisaar; в 1934 году получила официальное название Валлисааре (эст. Vallisaare)), которая захирела после Второй мировой войны. В 1977 году, в период кампании по укрупнению деревень, с Кунингакюла была объединена Городенка.

### Комментарии
1. ↑  Эстонские топонимы, оканчивающиеся на -а, не склоняются и не имеют женского рода (исключение — Нарва)